# Jens Klingmann

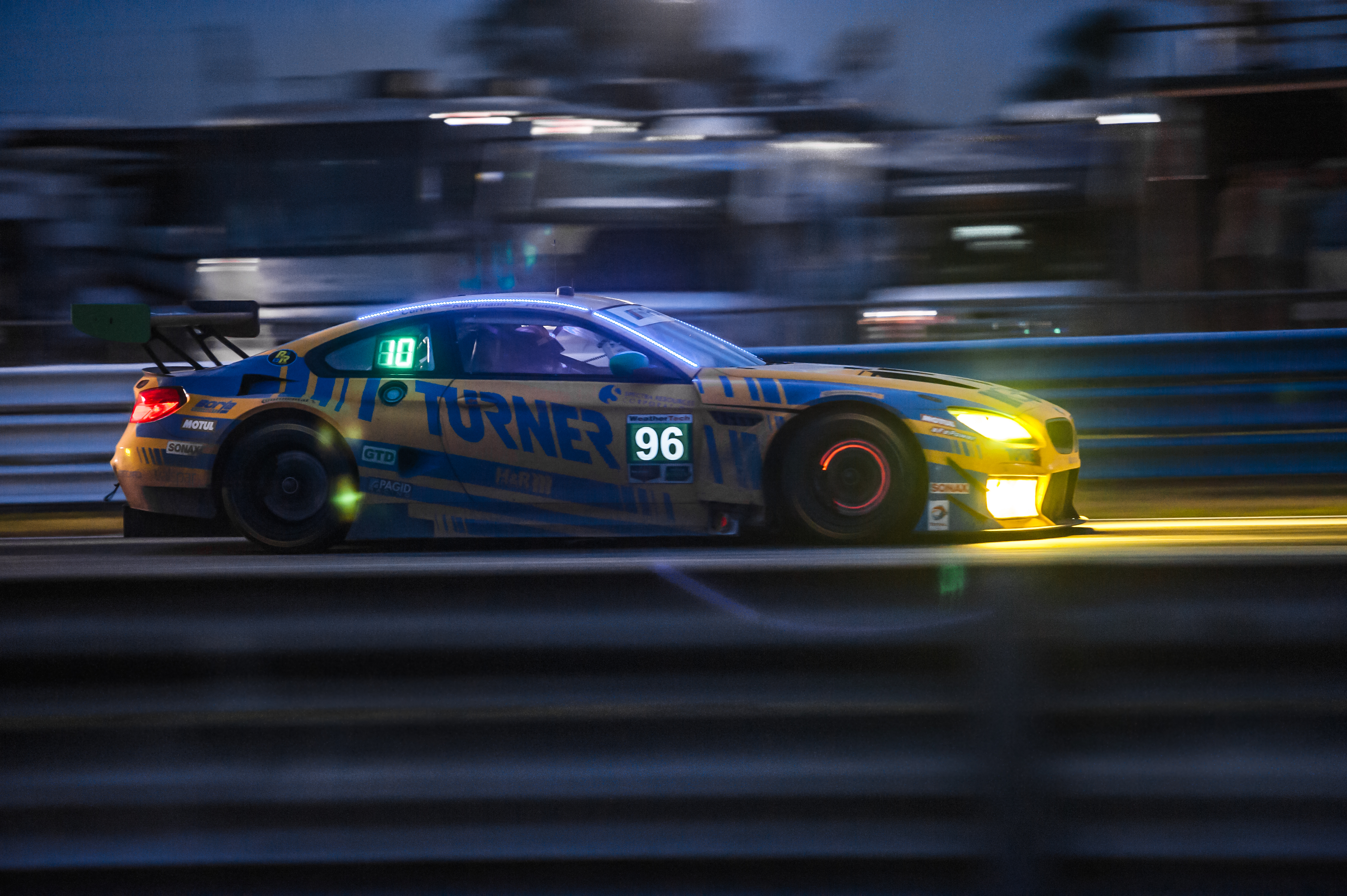
Der BMW M6 GT3 mit dem Jens Klingmann beim 12-Stunden-Rennen von Sebring 2016 am Start war

Jens Klingmann (* 16. Juli 1990 in Heidelberg) ist ein deutscher Rennfahrer.

## Karriere
Klingmann begann seine Motorsportkarriere 1998 im Kartsport, in dem er bis 2005 aktiv war. 2006 wechselte er in den Formelsport und trat für Eifelland Racing in der deutschen Formel BMW an. Während sein Teamkollege Mika Mäki Vizemeister wurde, belegte Klingmann mit einem vierten Platz als bestes Resultat den vierten Gesamtrang. 2007 blieb Klingmann bei Eifelland Racing in der deutschen Formel BMW. Er gewann 10 von 18 Rennen und entschied den Meistertitel vor Daniel Campos-Hull für sich. Außerdem wurde er hinter Philipp Eng und Marco Wittmann Dritter beim Weltfinale der Formel BMW. 2008 wechselte Klingmann zu RC Motorsport in die Formel-3-Euroserie. Als einziger Pilot seines Teams nahm er an jedem Rennen teil. Er blieb punktelos und beendete die Saison auf dem 27. Gesamtrang.
2009 verließ Klingmann den Formelsport und wechselte in den GT-Sport. Er startete in der FIA GT3-Europameisterschaft, die er auf dem 18. Gesamtrang beendete. Außerdem startete er in dieser Saison in der ADAC GT Masters. Er gewann ein Rennen und belegte den 14. Gesamtrang. Darüber hinaus nahm er an drei Rennen der Lamborghini Blancpain Super Trofeo teil, die er alle gewann. 2010 trat Klingmann zu jedem Rennen im ADAC GT Masters an. Er entschied zwei Rennen für sich und belegte den fünften Gesamtrang.
2015, 2016 und 2017 nahm Klingmann an den Wettrennen in Sebring teil.
In den Jahren 2019 (5. Platz), 2020 (3. Platz) und 2021 (6. Platz) trat Klingmann jeweils bei dem 24-Stunden-Rennen auf dem Nürburgring an.

## Statistik

### Karrierestationen
| - 1998–2005: Kartsport - 2006: Deutsche Formel BMW (Platz 4) - 2007: Deutsche Formel BMW (Meister) | - 2008: Formel-3-Euroserie (Platz 27) - 2009: FIA GT3-Europameisterschaft (Platz 18) - 2009: ADAC GT Masters (Platz 14) | - 2009: Lamborghini Blancpain Super Trofeo (Platz 8) - 2010: ADAC GT Masters (Platz 5) |

### Sebring-Ergebnisse
| Jahr | Team              | Fahrzeug   | Teamkollege  | Teamkollege     | Platzierung | Ausfallgrund |
| ---- | ----------------- | ---------- | ------------ | --------------- | ----------- | ------------ |
| 2015 | BMW Team RLL      | BMW Z4 GTE | John Edwards | Lucas Luhr      | Rang 13     |              |
| 2016 | Turner Motorsport | BMW M6 GT3 | Bret Curtis  | Ashley Freiberg | Rang 21     |              |
| 2017 | Turner Motorsport | BMW M6 GT3 | Justin Marks | Jesse Krohn     | Rang 37     |              |

### 24-Stunden-Rennen-auf-dem-Nürburgring-Ergebnisse
| Jahr | Klasse | Team                | Teamkollege                                                        | Fahrzeug   | Platzierung | Ausfallgrund |
| ---- | ------ | ------------------- | ------------------------------------------------------------------ | ---------- | ----------- | ------------ |
| 2019 | SP 9   | FALKEN Motorsports  | Peter Dumbreck Stef Dusseldorp Alexandre Imperatori Jens Klingmann | BMW M6 GT3 | 5           |              |
| 2020 | SP 9   | BMW Team Schnitzer  | Augusto Farfus Jens Klingmann Martin Tomczyk Sheldon van der Linde | BMW M6 GT3 | 3           |              |
| 2021 | SP 9   | Schubert Motorsport | Jesse Krohn Jens Klingmann Alexander Sims Stef Dusseldorp          | BMW M6 GT3 | 6           |              |
| 2022 | SP 9   | Schubert Motorsport | Jesse Krohn Alexander Sims Jens Klingmann Niklas Krütten           | BMW M6 GT3 | DNF         |              |